# Gabriel Jeroni Perelló Coll
Gabriel Jeroni Perelló Coll (Pollença, 1964) és geògraf i fotògraf de natura mallorquí.
Estudià geografia a la Universitat de les Illes Balears (UIB) entre 1982 i 1987. S'ha especialitzat en geografia física, conservació i gestió d'espais naturals protegits, Educació i Interpretació ambiental.
Ha estat professor associat del Departament de ciències de la terra  de la UIB, on ha impartit classes de gestió i planificació del medi natural i pràctiques d'hidrologia.
Des de 1990 treballa com a tècnic a l'Institut Balear de la Natura (IBANAT), al Parc Natural de S'Albufera de Mallorca.
Ha realitzat diverses publicacions sobre espais naturals i geografia física de les Illes Balears, col·laborat en revistes de natura i ha exposat en diverses exposicions i participat en audiovisuals de temàtica mediambiental.